# 1888 en musique classique
| \| • Retour à la chronologie générale de la musique classique • \| |
| Grèce • Rome • Haut Moyen Âge • VIIIe siècle • IXe siècle • Xe siècle • XIe siècle XIIe siècle • XIIIe siècle • XIVe siècle • XVe siècle • XVIe siècle • XVIIe siècle XVIIIe siècle • XIXe siècle • XXe siècle • XXIe siècle |
| • Retour à la chronologie générale de la musique classique • |

| Années en musique classique : 1885 - 1886 - 1887 - 1888 - 1889 - 1890 - 1891    |
| Décennies en musique classique : 1850 - 1860 - 1870 - 1880 - 1890 - 1900 - 1910 |

## Événements

### Créations

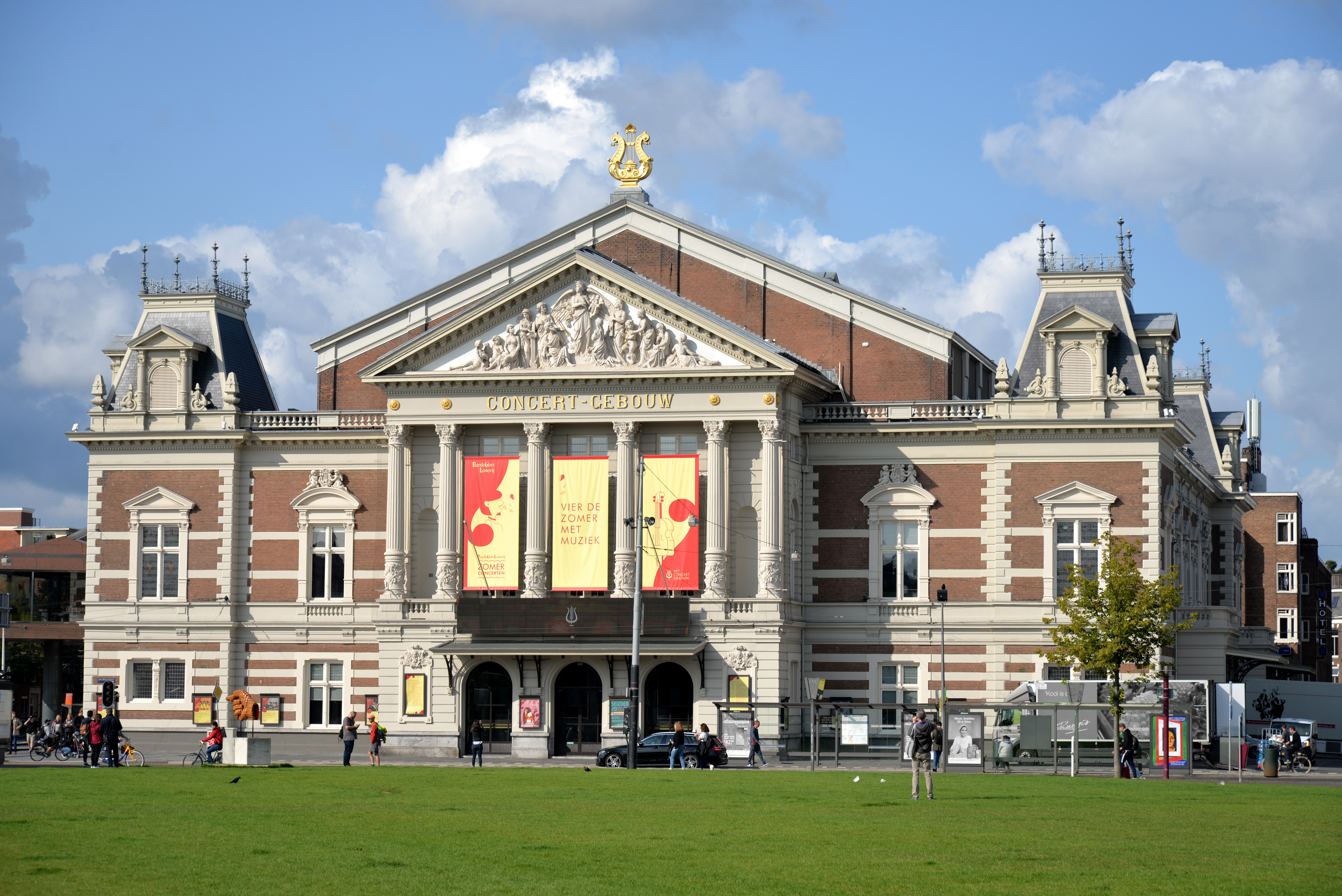
Concertgebouw d'Amsterdam

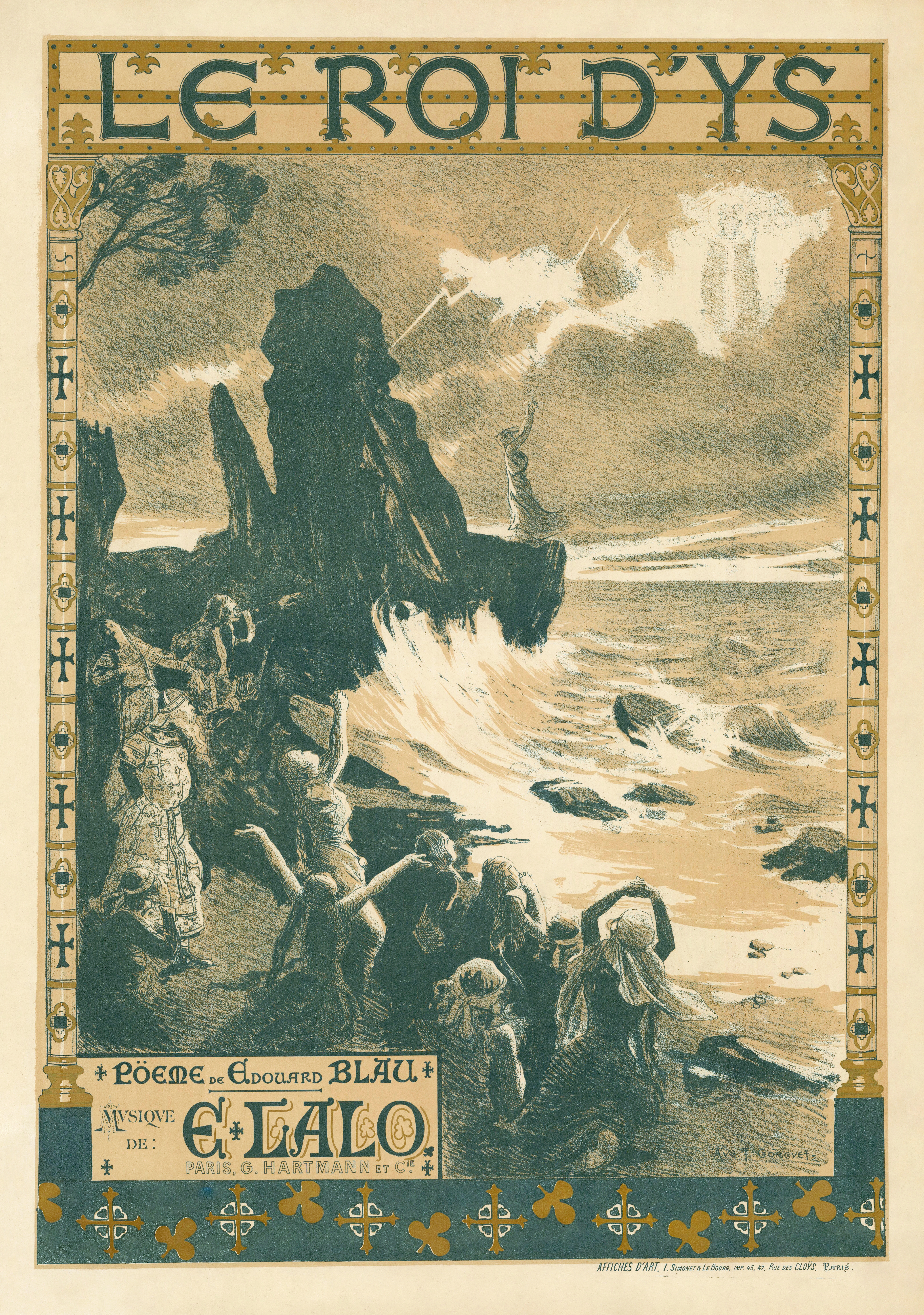
Le Roi d'Ys de Lalo

- 6 janvier : le Quatuor à cordes no 1 en la majeur (version révisée) d'Antonín Dvořák, créé à Prague par des membres de l'orchestre du Théâtre national.
- 20 janvier : Die drei Pintos, opéra de Carl Maria von Weber achevé par Gustav Mahler et créé à Leipzig.
- 13 février : la Symphonie no 3, de Felix Draeseke, créée à Dresde sous la direction de Ernst von Schuch.
- 25 février : La Napolitaine, opéra de Karel Miry, créé à Anvers.
- 25 février : Jocelyn, opéra de Benjamin Godard, à Bruxelles.
- 26 février : Wallenstein, de Vincent d'Indy, créé aux Concerts Lamoureux.
- 16 mars : Callirhoë de Cécile Chaminade, créé au Grand-Théâtre de Marseille.
- 23 avril : la Symphonie no 1 de Sergueï Liapounov, créée à Saint-Pétersbourg.
- 7 mai : Le Roi d'Ys, opéra d'Édouard Lalo, créé à l'Opéra-Comique.
- 3 novembre : Shéhérazade de Nikolaï Rimski-Korsakov, créée à Saint-Pétersbourg.
- 4 novembre : la Joyeuse marche et la Suite pastorale, d'Emmanuel Chabrier, créées à Angers sous la direction du compositeur.
- 17 novembre :
  - Tartarin sur les Alpes, opéra comique d'Émile Pessard, créé au théâtre de la Gaîté à Paris.
  - La Symphonie no 5 et Hamlet, de Tchaïkovski, créée à Saint-Pétersbourg sous la direction de l'auteur.
- 25 novembre : la Pavane, de Fauré, créée par les Concerts Lamoureux.
- 3 décembre : La Grande Pâque russe, ouverture de Nikolaï Rimski-Korsakov, créée à Saint-Pétersbourg sous la direction de l'auteur.
- 22 décembre : la Sonate pour violon et piano no 3  de Brahms, créée à Budapest par Jenő Hubay et Brahms.

Date indéterminée
- Felix Draeseke :
  - Quintette pour piano, violon, alto, violoncelle et cor en mi bémol majeur op. 48
  - Sonate pour clarinette et piano en si bémol majeur op. 38
- le Quatuor à cordes no 3 en sol majeur est composé par Alexandre Glazounov.
- Publication du 4e recueil des Pièces lyriques d'Edvard Grieg.
- Publication des trois Gymnopédies d'Erik Satie.

### Autres
- 11 avril : Inauguration du Concertgebouw d'Amsterdam.
- 3 novembre : Fondation de l'Orchestre royal du Concertgebouw d'Amsterdam.

## Naissances

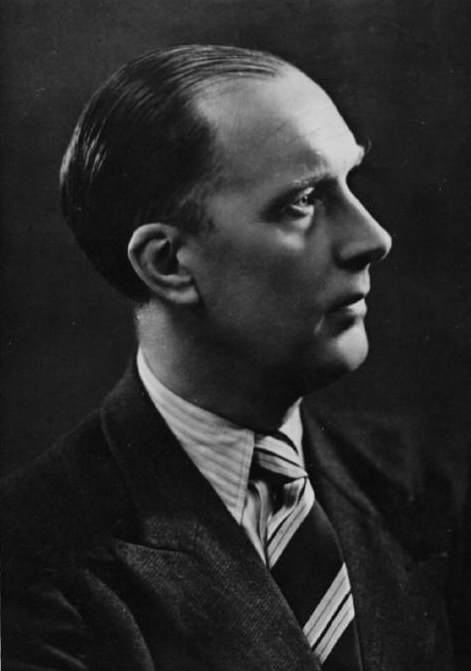
Claude Delvincourt

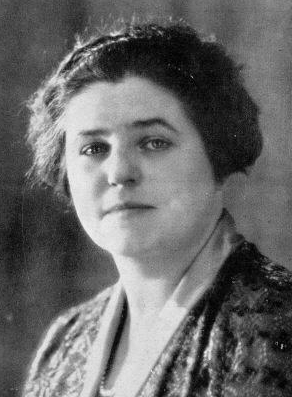
Lotte Lehmann

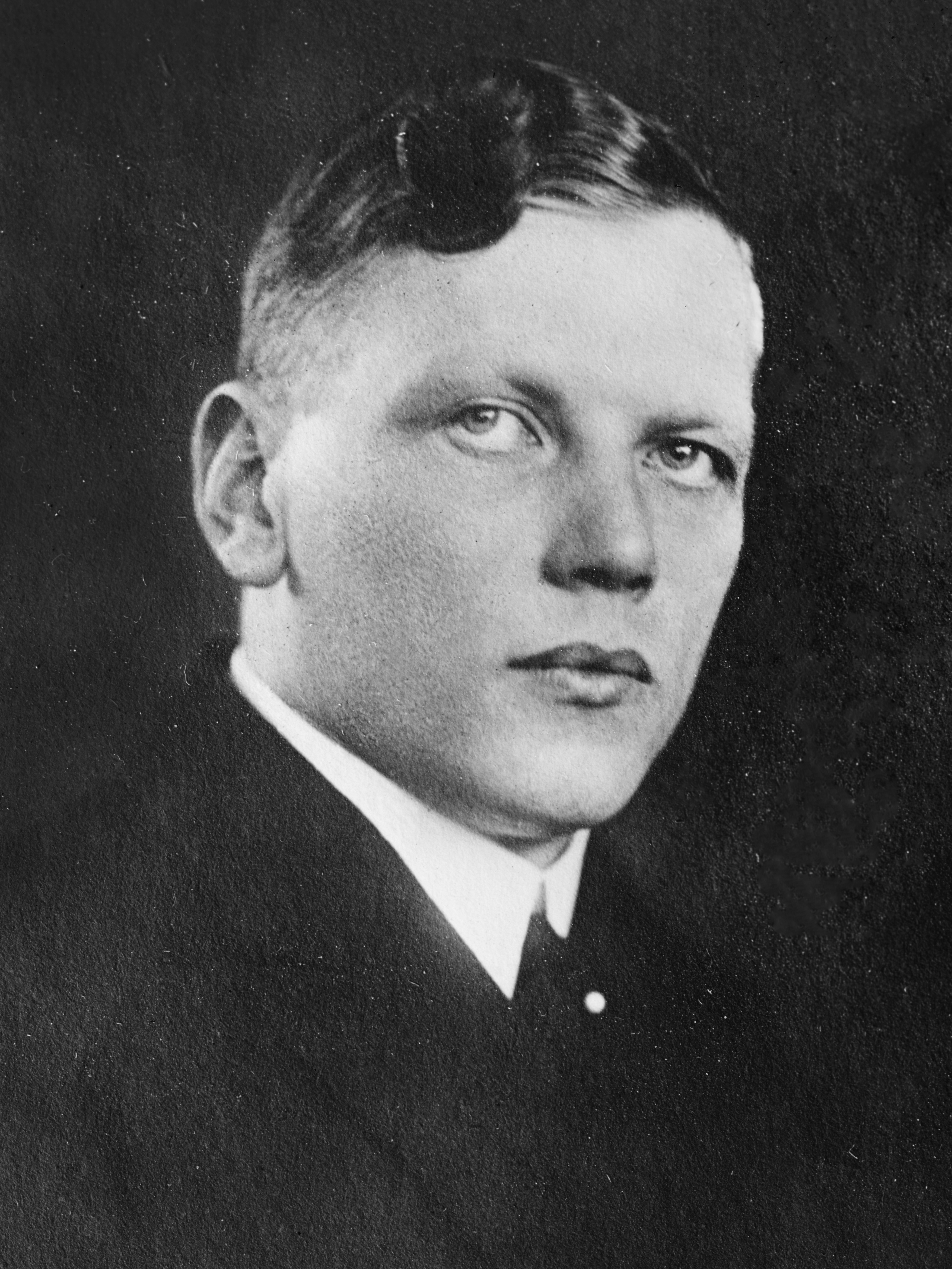
Hans Knappertsbusch

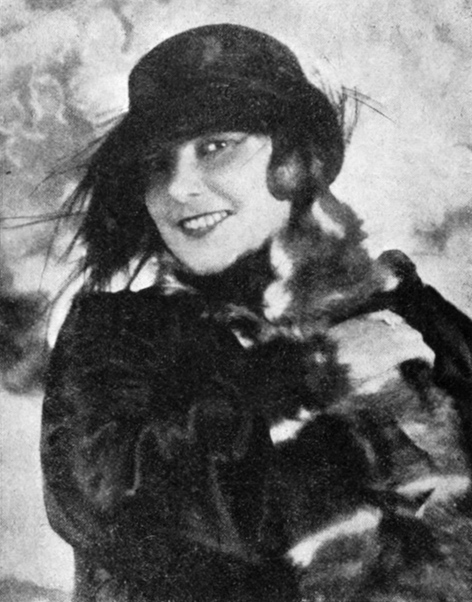
Julie Reisserová

- 12 janvier : Claude Delvincourt, pianiste et compositeur français († 5 avril 1954).
- 30 janvier : Hélène Jourdan-Morhange, violoniste française († 15 mai 1961).
- 8 février : Matthijs Vermeulen, compositeur et essayiste néerlandais († 26 juillet 1967).
- 12 février : Olga Haselbeck, mezzo-soprano hongroise († 16 octobre 1961).
- 19 février : Rosy Wertheim, pianiste, compositrice et professeur de musique hollandaise († 27 mai 1949).
- 27 février : Lotte Lehmann, cantatrice allemande naturalisée américaine († 26 août 1976).
- 28 février : Eugène Bigot, chef d'orchestre et compositeur français († 17 juillet 1965).
- 29 février : Fanny Heldy, soprano belge († 13 décembre 1973).
- 12 mars : Hans Knappertsbusch, chef d'orchestre allemand († 25 octobre 1965).
- 18 mars : Carmen Barradas, compositrice, pianiste et professeure de chorale uruguayenne († 12 mai 1933).
- 22 mars : 
  - Emanuel List, chanteur d'opéra autrichien naturalisé américain († 21 juin 1967).
  - Joseph Samson, maître de chapelle, compositeur et écrivain († 9 juillet 1957).
- 9 avril : Sol Hurok, impresario américain († 5 mars 1974).
- 12 avril : Heinrich Neuhaus, pianiste et pédagogue soviétique d'origine allemande († 10 octobre 1964).
- 15 avril : Anna Maria Klechniowska, compositrice et professeur de musique polonaise († 28 août 1973).
- 17 avril : Maggie Teyte, soprano anglaise († 26 mai 1976).
- 18 avril : Frida Leider, soprano allemande († 4 juin 1975).
- 10 mai : Edward Clark , chef d'orchestre anglais († 30 avril 1962).
- 10 mai : Max Steiner, compositeur américain († 28 décembre 1971).
- 11 mai : Irving Berlin, compositeur américain († 22 septembre 1989).
- 12 mai : Mariano Stabile, baryton-basse italien († 11 janvier 1968).
- 24 mai : René Vannes, musicologue belge († 19 novembre 1956).
- 27 mai : Louis Durey, compositeur français, l'un de six membres du Groupe des six († 3 juillet 1979).
- 7 juin : Nils Larsen, pianiste, pédagogue et compositeur norvégien († 5 novembre 1937).
- 8 juin : Poul Schierbeck, organiste, compositeur et pédagogue danois († 9 février 1949).
- 9 juin : Adrian Chapochnikov, compositeur soviétique († 22 juin 1967).
- 13 juin :
  - Marc Pincherle, musicologue, critique musical et collectionneur français († 20 juin 1974).
  - Elisabeth Schumann, soprano allemande († 24 avril 1952).
- 17 juin : Bernhard van den Sigtenhorst Meyer, compositeur néerlandais († 17 juillet 1953).
- 28 juin : Stefi Geyer, violoniste hongroise († 11 décembre 1956).
- 29 juin : Suzanne Balguerie, cantatrice française († 17 février 1973).
- 5 juillet : Jacques de La Presle, compositeur et professeur français († 6 mai 1969).
- 9 juillet : Arthur Prévost, compositeur, chef d'orchestre, clarinettiste et professeur de musique belge († 10 juin 1967).
- 1er août : Vito Frazzi, compositeur, pianiste, théoricien et pédagogue italien († 7 juillet 1975).
- 6 août : Heinrich Schlusnus, baryton allemand († 18 juin 1952).
- 8 août : César Vezzani, ténor français († 11 novembre 1951).
- 15 août : Albert Spalding, violoniste et compositeur américain († 26 mai 1953).
- 23 août : Lucile Crews, compositrice américaine († 3 novembre 1972).
- 2 septembre : 
  - Maggy Breittmayer, violoniste suisse († 6 mai 1961).
  - Friedrich Schorr, chanteur d'opéra hongrois naturalisé américain († 14 août 1953).
- 14 septembre : Stoyan Brashovanov, musicologue bulgare († 16 octobre 1956).
- 3 octobre : Joseph Noyon, compositeur de musique religieuse et organiste français († 15 octobre 1962).
- 6 octobre : Max Butting, compositeur allemand († 13 juillet 1976).
- 9 octobre : Julie Reisserová, poète, chef d'orchestre, compositrice et critique musicale tchèque († 25 février 1938).
- 11 octobre : Piero Coppola, chef d'orchestre, pianiste et compositeur italien († 17 mars 1971).
- 13 octobre : Charles Scharrès, pianiste, compositeur et pédagogue belge († 13 octobre 1957).
- 29 octobre : Anna Case, soprano américaine († 7 janvier 1984).
- 29 octobre : Harold Darke, compositeur, chef de chœur et organiste anglais († 28 novembre 1976).
- 16 novembre : Burnet Tuthill, compositeur et chef d'orchestre et américain († 18 janvier 1982).
- 17 novembre : Paul Allix, organiste et compositeur français († 27 novembre 1960).
- 22 novembre : Hans von Benda, chef d'orchestre allemand († 13 août 1972).
- 6 décembre : Emiliana de Zubeldia, compositrice et pianiste espagnole († 26 mai 1987).
- 19 décembre : Fritz Reiner, chef d'orchestre hongrois naturalisé américain († 15 novembre 1963).
- 21 décembre : Fritz Wurlitzer, facteur de clarinettes allemand († 9 avril 1984).
- 27 décembre : Tito Schipa, ténor italien († 16 décembre 1965).
- 30 décembre : Ilse Fromm-Michaels, pianiste et compositrice allemande († 22 janvier 1986).

Date indéterminée
- Emil Herrmann, luthier († 1968).

## Décès

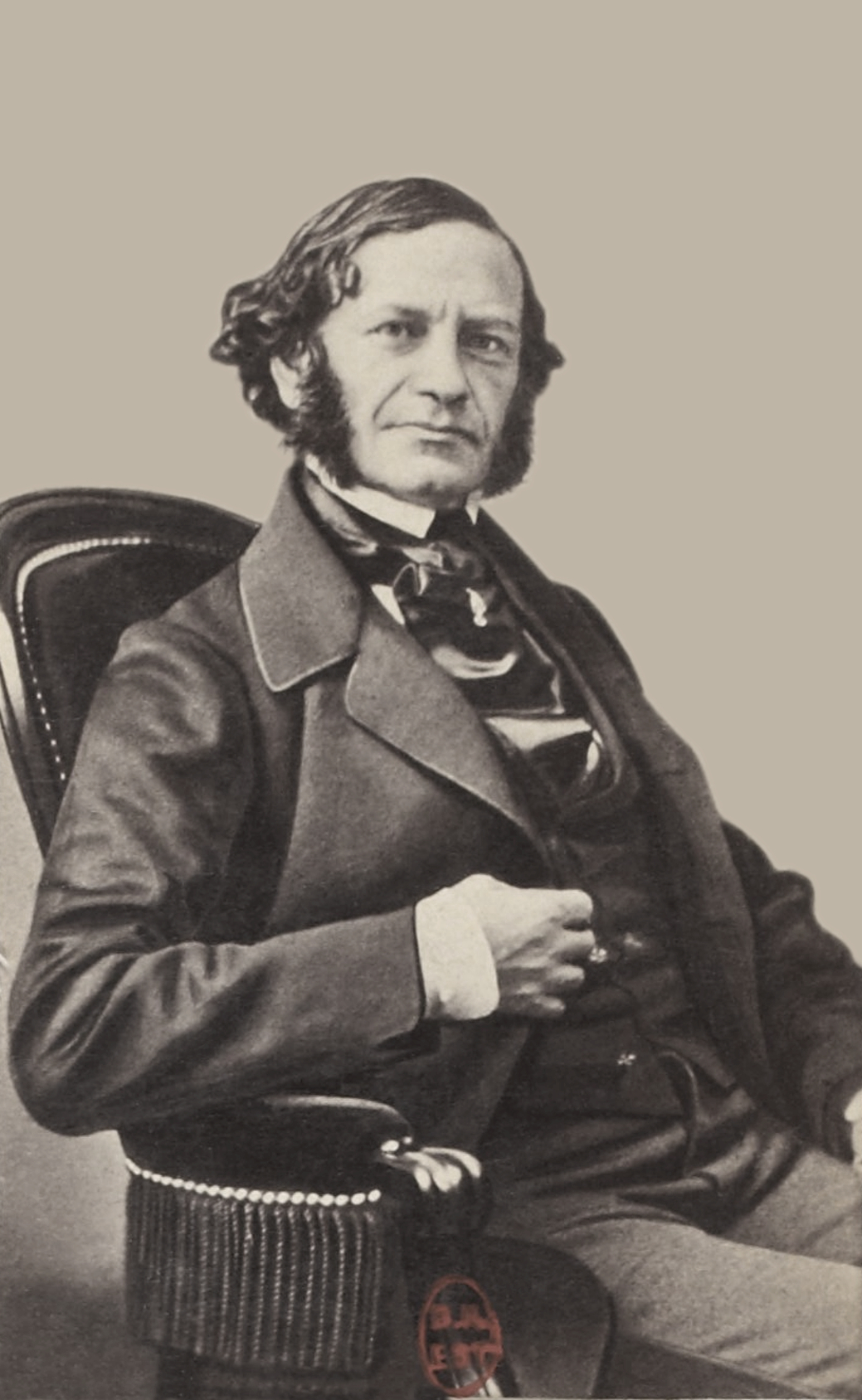
Henri Herz

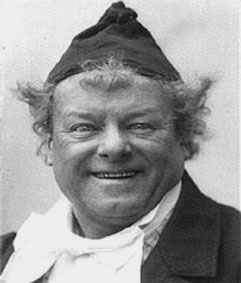
Jean Berthelier

- 5 janvier : Henri Herz, pianiste et compositeur français (° 6 janvier 1803).
- 14 janvier : Stephen Heller, pianiste et compositeur hongrois (° 15 mai 1813).
- 17 janvier : Heinrich Ernst Kayser, violoniste allemand (° 16 avril 1815).
- 7 février : Aurore von Haxthausen, compositrice, pianiste et dame d'honneur suédoise (° 1830).
- 13 février : Jean-Romary Grosjean, organiste, compositeur et éditeur français (° 12 janvier 1815).
- 22 février : Delphin Alard, violoniste français (° 8 mars 1815).
- 10 mars : Ciro Pinsuti, compositeur italien (° 9 mai 1828).
- 29 mars : Charles-Valentin Alkan, pianiste et compositeur français (° 30 novembre 1813).
- 31 mars : Victor Herpin, compositeur et chef d'orchestre français (° 19 avril 1846).
- 1er avril : Jean Conte, violoniste et compositeur français (° 12 mai 1830).
- 15 avril : Théodore Semet, compositeur français (° 6 septembre 1824).
- 3 juin : Carl Riedel, compositeur allemand (° 6 octobre 1827).
- 8 juillet : 
  - Georges-Charles d'Amboise, auteur compositeur (° 19 mai 1819).
  - Auguste Vincent, compositeur, pianiste et bibliophile français (° 1er novembre 1829).
- 10 juillet : Rafael Hernando, compositeur espagnol de zarzuelas (° 31 mai 1822).
- 8 août : Friedrich Wilhelm Jähns, musicologue, professeur de chant et compositeur allemand, auteur du catalogue des œuvres de Carl Maria von Weber (° 2 janvier 1809).
- 8 septembre : Paul Delisse, tromboniste et pédagogue français (° 12 avril 1817).
- 29 septembre : Jean Berthelier, comédien et chanteur français (° 14 décembre 1830).
- 12 octobre : Louis Lebel, organiste, pédagogue et compositeur français (° 10 février 1831).
- 25 octobre : Jan Nepomuk Maýr, ténor d'opéra, directeur d'opéra, chef d'orchestre, compositeur et professeur de musique tchèque (° 17 février 1818).
- 16 novembre : Antoine de Choudens, éditeur de musique français d'origine suisse (° 15 janvier 1825).
- 17 novembre : Jakob Dont, violoniste et compositeur autrichien (° 2 mars 1815).
- 11 décembre : Marià Obiols i Tramullas, compositeur espagnol (° 26 septembre 1809).

Date indéterminée